# Baltoslaviska språk
Den balto-slaviska språkfamiljen är en gren av de indoeuropeiska språken. Den består av de baltiska språken (lettiska, litauiska, prusiska) och de slaviska språken (ryska, polska, kroatiska, bulgariska, med flera). Ett hypotetiskt baltoslaviskt urspråk går att rekonstruera, härlett från urindoeuropeiska via regelbundna ljudkorrespondenser, som sedan har givit upphov till de baltiska och slaviska språken.
I början av 1900-talet var relationen mellan de baltiska och slaviska språken omstridd och livligt debatterad. Senare forskning har dock styrkt deras språkliga släktskap.